# Scatimus fernandezi
Scatimus fernandezi là một loài bọ cánh cứng trong họ Bọ hung (Scarabaeidae).